# はるかなレシーブ
『はるかなレシーブ』は、如意自在による日本の漫画。
『まんがタイムきららフォワード』（芳文社）にて、2015年10月号から2020年11月号まで連載された。2018年にはテレビアニメ版も放送された。
女子ビーチバレーを題材にした漫画。沖縄の海岸を舞台に、ビーチバレーの初心者だが長身でおおらかな性格の大空遥と、小柄なために一度はビーチバレーを挫折した過去を引きずる比嘉かなたの「はるかな」ペアを中心に、ビーチバレーに情熱を捧げる少女たちの青春を描く。

## あらすじ
従姉の比嘉かなたの家に同居するため、東京から沖縄へと引っ越してきた大空遥は、家の前の海岸でビーチバレーの試合のための練習をしていた遠井成美らと知り合い、ビーチバレーに興味を抱く。ところが遥は不用意な言葉で成美を怒らせてしまい、過去にかなたと成美がペアを組んでビーチバレーの選手をしていたものの、かなたの挫折により気まずい間柄になっていたという事情を知る。険悪な空気をビーチバレーの勝負で解決することになったことをきっかけに、遥はかなたとペアを組み、競技としてのビーチバレーに向き合っていくことになる。
遥は転校先の沖縄の女子高校で、かなたと共に部活動としてビーチバレーをすることとなり、ビーチバレー部の部員や、部として参加した試合の対戦相手と親交を築いていく。また、一度はビーチバレーを諦めようとしたかなたも、ビーチバレーの初心者である遥に色々教えるうち、自分の道を模索し、過去のビーチバレー仲間たちとの関係を取り戻していく。

## 登場人物
原作第20話以降は物語開始時から約1年が経過し、登場人物もそれぞれ1学年進級あるいは進学している。登場人物の学年は本編登場時のものを記す。基本的に女性のみの登場で男性は登場しない。

### ビーチバレー部
遥、かなたらが所属する高校の部活。テレビアニメ版では「うるま高校」という高校名が設定されている。
大会での実績は高いながらも部員数が少なく、学校から部活動として認定される人数に達していなかったため、名義上はバレーボール部（本編未登場）に間借りしている扱いのグループとなっていた。原作第15話であかりが部員に加わったことで部員が5人になり、正式な部活動として独立する。

#### 「はるかな」ペア
物語の中心人物。物語開始時点では高校2年生。劇中では「はるかな」ペアと通称されているが、公式大会などでは「大空・比嘉」ペアとも表記される。
同い年の従姉妹同士で、遥がかなたの自宅に居候する形で同居している。自宅の庭先には、「かなたビーチ」と通称されている砂浜がある。
大空 遥（おおぞら はるか）
声 - 優木かな
身長172cm。3月26日生まれ、東京都出身、AB型。
本作の主人公。物語冒頭で東京から沖縄へ引っ越してくる。長身でおおらかな性格で、他人からは何も悩みがなさそうに見られているが、女子高校生としては長身ゆえに似合うサイズの服や靴が少ないことに悩んでおり、「でかい」と言われることを気にしている。
脇腹が弱点で、事あるごとにかなたに突かれている他、お尻が大きいことも気にしていて、彩紗には毎回の様にいじられている。スポーツは得意で、バスケットボールや陸上競技の経験はあるが、ビーチバレーに関しては初心者である。
人の話はあまり聞かないが、他人の心を動かすようなエンパシー（共感力）を持っていると評されており、かなたを初めとする周囲の人物の意識を変えていく。
比嘉 かなた（ひが かなた）
声 - 宮下早紀
身長151cm。4月6日生まれ、沖縄県出身、O型。
ビーチバレー選手としては小柄で、引っ込み思案。かつては母親の勧めもあり、小学4年生でビーチバレーを始めた当時は長身を武器にしていたものの、その後は身長が伸びなかったうえ、過去の成功体験に固執して意識やプレイスタイルを変えられずに挫折してしまったという過去を持つ。両親の死をきっかけに、かつてのパートナーであった成美と疎遠になってしまい、物語開始時点ではビーチバレーの世界から遠ざかっていた。
原作第7話（テレビアニメ版第3話）でエミリの「余計なお節介」を助言として受け入れて以降は、過去のスタイルを捨ててトリック系のショットを多用するようになり、かろうじて取れるボールで相手を走らせつつ、執拗なレシーブで体力勝負に持ち込むプレイスタイルを得意とする。
前向きだった過去の自分を取り戻したいという想いを持ち、遥に連れられて再びビーチバレーの世界に戻ってきたことで、昔からの知り合いたちとの関係を築き直していく。
劇中ではこのことに関し、バレーボール用語であるレシーブ（英語: receive）の語源（ラテン語: re + capere）には「取り戻す」という原義があるという、本作の表題に絡めた言及がある。

#### 「エクレア」ペア
原作第6話（テレビアニメ版第3話）から登場。登場時点で高校2年生。劇中では「エクレア」ペア、または「トーマス・トーマス」ペア、ないし単にトーマスペアと呼ばれる。
かなたの昔のビーチバレー仲間。混血で、金髪碧眼の双子姉妹。初対面の際には遥から外国人と誤解された。母親はビーチバレーのプロコーチで、小学生のころから大会で上位に入賞しており、全国大会2位の実績がある。
漢字表記の名が設定されているものの、漫画中では通常カタカナ表記される。
トーマス・紅愛（トーマス・クレア）
声 - 種﨑敦美
身長171cm。9月7日生まれ、沖縄県出身、B型。エミリの双子の姉。妹と比べて騒々しくがさつな性格。遥とは似たもの同士なところがあり、意気投合する。
部活ではビーチバレーの初心者である遥に対して色々とアドバイスをしたり、特訓に付き合ったりしている。特にブロックの技術を遥に伝授した。
物語開始より2年前、かなたと成美がペアを解消するのと前後して一時的に成美とペアを組んで成果を出すものの、互いに自己主張が強い性格であったために続かなかった。小学生時代から因縁のあるかなた、成美とは互いに万全の状態で勝負して勝利したいと思っており、普段は親しい友人として接する一方、かなたが復活し、遥とともに自分たちのライバルとして成長することを望んでいる。
トーマス・恵美理（トーマス・エミリ）
声 - 末柄里恵
身長168cm。9月7日生まれ、沖縄県出身、B型。クレアの双子の妹。眼鏡をかけている。
生徒会役員を務め、かなたからは「真面目」との評があるが、鉄拳制裁も辞さない面もある。地獄耳。クレアとは口喧嘩が絶えないものの、かなたからは「いいコンビ」と評されている。
恥ずかしがりで露出度の高い水着には抵抗感があるが、追い詰められていても冷静な性格はクレアから評価されている。「スイッチが入る」と強気な性格に豹変し、クレアも逆らえない。

### 他校のライバルたち

#### 「なるあや」ペア
原作第1話から登場。劇中では専ら「彩紗・成美」ペアと呼ばれるが、公式な愛称は「なるあや」。京都府福知山市に所在する「福知山学院」に在校。遥やかなたと同い年。物語冒頭で遥にビーチバレーへの興味を抱かせるきっかけになった相手であり、かなたとはこじれた過去の因縁ある相手。
ビーチバレーの高校生チャンピオンで、実力と容姿から、劇中では「ビーチバレー界のアイドル」と呼ばれている。
遠井 成美（とおい なるみ）
声 - 島袋美由利
身長173cm、7月19日生まれ、東京都出身、O型。かなたの過去のパートナー。
小学4年生の時にかなたのいる小学校に転校。その後かなたに誘われる形で一緒にビーチバレーを始めた間柄であったが、物語開始時点では想いがすれ違い、気まずい間柄になっている。
ペア形式の競技であるビーチバレーは互いが対等であり、エースは必要ないという信念を持つが、身長が伸びずスランプに悩んでいたために狙われやすかったかなたを庇って戦い続けているうちに、信念に反してかなたとの実力差が開いてしまったという過去を持つ。
クレアやエミリとは、かなたとペアを組んでいたころに切磋琢磨した間柄で、かなたと気まずくなった時期には一時的にクレアとも組んでいた。かなたと「日本一になる」という約束を交わしたことがあり、かなたとペアを解消した後は一人で約束を果たすことを決意し、物語開始時点で既にその地位にいる。
冷たく刺々しい物言いをするが、彩紗によれば、それは彼女が「シャイ」であるためとされる。砂上での機能性を追求した、ローライズの際どい水着を常用している。
過去にかなたと組んでいたときのペア名は「なるかな」。
原作第1話にて、「ビーチバレーにエースは必要ない」という自分の信念に反した遥の軽口に反感を抱き、険悪な反応を返すが、かなたや彩紗のこともあり距離は縮みつつある。
立花 彩紗（たちばな あやさ）
声 - 伊藤かな恵
身長169cm、10月10日生まれ、東京都出身、AB型。物語開始時点での成美のパートナー。他人と接する時はフランクで飄々とした態度を取っているが、勝利に対して並々ならぬ執着を持つ。
遥と連絡を取り合い、遥とかなたのペアがうまく行くよう、遥にさまざまな助言を行うが、彩紗自身はそれを、現在のパートナーである成美が、かつて彼女のパートナーであったかなたと関係を取り戻さないためであるとしている。成美やかなたのことを語る際には恋愛のもつれのような比喩を用いており、遥からは「恋人みたい」という印象を持たれている。
インドアのバレーボール経験者で、福知山学院にはスポーツ推薦で入学した。プロを目指していたものの自分の身長やチームに限界を感じ、成美との出会いを機に「ビーチで優勝できなければ自主退学する」という啖呵を切ってビーチバレーに転向したという過去が語られている。

#### その他のビーチバレー部関係者
大城 あかり（おおしろ あかり）
声 - 木村千咲
原作第13話（テレビアニメ版第6話）から登場。登場時点で高校1年生。本来は役職はないが、ビーチバレー部のマネージャー的な立ち位置を担当する。身長163cm。
やや思い込みが激しく、劇中では幾度も勘違いや取り越し苦労で一喜一憂している。沖縄の強い日差しによる日焼けを警戒している。
かつて子役アイドルとしてローカルCMに出演し、地元では「ワクワクシークヮーサーのシーちゃん」として知られた存在であったが、本人はCM出演のことを恥ずかしく感じている。登場時にはそのことが原因で周囲との壁を感じており、ビーチバレーで華々しく目立てば友達ができるという考えからビーチバレー部への入部を希望するが、次第にビーチバレー部をかけがえのない居場所と認識するようになっていく。
トーマス・マリッサ
声 - 庄司宇芽香
原作第16話（テレビアニメ版第6話）から登場し、ビーチバレー部のコーチとなる。クレアとエミリの母親で、かなたと成美の師でもある。
アメリカ西海岸でビーチバレーのプロコーチを務める。遥を超える長身で、教育方針は厳しくスパルタ的とも評されているが、部員からは感謝されている。
テレビアニメ版では、自動車の運転が荒っぽいという設定が追加されている。

#### 「あいまい」ペア
原作第9話（テレビアニメ版第4話）から登場。劇中では「あいまい」ペアと呼ばれる。遥やかなたとは別の高校のバレーボール部に所属する先輩後輩で、ビーチバレーに関しては初心者。レギュラーとして出場したバレーボールの大会で敗退したことをきっかけに、ビーチバレーに転向して成果を出そうとしている。
水着売り場でユニフォームとして用いる水着を選んでいた際、同じ水着を取り合った遥と顔見知りになる。その後の原作第11話（テレビアニメ版第5話）では遥がかなたとペアを組んで初めての公共の大会にて、第1回戦の相手として再登場する。
棚原 愛衣（たなはら あい）
声 - 鬼頭明里
登場時点で高校3年生。過去に舞を「バレーボールは大きい人を倒すスポーツ」という文句でバレーボール部に勧誘したものの、それが嘘であることも自覚しており、舞の前でそれを嘘にしないようにと振る舞おうとする。
劇中2年目の原作第22話に再登場した際には大学生になっており、全国大会沖縄予選の審判として登場する。
砂川 舞（すながわ まい）
声 - 小池理子
登場時点で高校1年生。小柄で攻撃的な性格。作者の如意自在いわく「小さな狂犬」。
インドアのバレーボールではリベロを担当しており、そのことに対して強い自負がある。小柄な自分を子供扱いしない愛衣を慕っている。

#### 「ようかん」ペア
劇中2年目の原作第20話から登場。「やんばる南高校」の生徒で、日焼けした肌の姉妹。劇中では「ようかん」ペア、または「新垣・新垣」ペアと呼ばれている。登場時点から3年前（＝物語開始時点から2年前）の大会で、クレアとエミリのペアに敗れており、年齢差のために3年に1度しかない再戦の機会に勝利することを誓っている。雰囲気がクレアとエミリの姉妹と似ており、原作では初対面の際に遥やあかりから、クレアとエミリのファンだと誤解された。
原作第22話から24話にかけて公式大会の第2回戦で遥とかなたのペアと対戦し、本来のパワー系のプレイスタイルを封印して相手に合わせる作戦で戦う。
テレビアニメ版では原作から幾つかのエピソードが削られつつも第9話に登場し、原作同様に遥とかなたのペアと対戦する。
新垣 陽菜（あらがき ような）
声 - 明坂聡美
登場時点（劇中2年目）で高校2年生。柑菜の姉。眼鏡をかけている。
新垣 柑菜（あらがき かんな）
声 - 高橋未奈美
登場時点（劇中2年目）で高校1年生。陽菜の妹。本来のプレイスタイルでは、強烈なドライブの回転を加えた重いスパイクを切り札としている。

### 遥とかなたの家族・親族
比嘉ソラ
声 - 山田栄子
テレビアニメ版に登場。遥、かなたの母方の祖母。夫（遥、かなたの祖父）と共に遥やかなたと同居している。
原作では祖母がいるという言及のみで、姿は描かれていない。
テレビアニメ版ではレギュラーキャラクターとして登場し、遥とかなたが家で過ごす描写や、沖縄料理を振る舞う場面が追加されている。
大空 茜（おおぞら あかね）
声 - 藤田奈央
遥の母親で葵の姉に当たる。
原作では第1話の冒頭にて、遥が東京で一人暮らしをするのに反対してやめさせたという言及があるのみで、遥と別居する経緯の説明は詳しく語られなかった。原作第43話で遥の元を訪れ、進路についての問いかけをする。
テレビアニメ版では第1話冒頭に登場し、英語圏の国に単身赴任するため別居することになったという経緯が説明されている。
比嘉 葵（ひが あおい）
声 - 金子有希
かなたの母親で茜の妹。原作では第17話（テレビアニメ版第3話）に登場し、名前と茜との関係は第43話で判明。故人。
かなたが小学生の時、当時転校してきたばかりでクラスに馴染めずにいた成美と仲良くする方法に悩んでいたかなたに、ビーチバレーを勧めた。「アスリートの武器である身体を惜しげなく晒すのは格好良い」「ビーチバレーは肌の露出が少ない方が有利」という価値観をかなたに語っており、受け売りで成美にも伝播した。夫（かなたの父）と同日に何らかの原因で死去し、そのことが成美がかなたに声を掛けづらくなり疎遠になる原因にもなった。
テレビアニメ版では第1話から、かなたの家に遺影や位牌が置かれている描写がされ、遥の母とは姉妹で食べ物の好みも似ていたという言及がされている。原作では第17話で語られた生前のエピソードは、テレビアニメ版では第3話に前倒しされた。
亀吉（かめきち）
テレビアニメ版に登場。かなたが飼っている亀。

## 書誌情報
- 如意自在 『はるかなレシーブ』 芳文社〈まんがタイムKRコミックスフォワードシリーズ〉、全10巻[41]
  1. 2016年3月12日発売、ISBN 978-4-8322-4675-1
  2. 2016年10月12日発売、ISBN 978-4-8322-4754-3
  3. 2017年3月11日発売、ISBN 978-4-8322-4814-4
  4. 2017年9月12日発売、ISBN 978-4-8322-4870-0
  5. 2018年4月12日発売、ISBN 978-4-8322-4938-7
  6. 2018年8月9日発売、ISBN 978-4-8322-4970-7
  7. 2019年4月11日発売、ISBN 978-4-8322-7082-4
  8. 2019年8月9日発売、ISBN 978-4-8322-7113-5
  9. 2020年3月12日発売、ISBN 978-4-8322-7175-3
  10. 2020年10月12日発売、ISBN 978-4-8322-7218-7

アメリカ合衆国では当初、英語版が2018年9月11日にセブンシーズ・エンターテインメントから『HARUKANA RECEIVE』のタイトルで発売される予定と報じられたが、その後に予定が繰り上がって同年7月3日に第1巻が発売された。

## 影響を受けた作品
作者の如意自在は本作を執筆するきっかけになった作品として、浜弓場双の漫画『ハナヤマタ』を挙げている。2015年10月号から本作の連載が開始されてから、2018年4月号で『ハナヤマタ』が最終回を迎えるまで、両者の作品は共に『まんがタイムきららフォワード』で連載されていた。

## コラボレーション
原作、およびテレビアニメ版の劇中で登場人物たちが使用しているビーチバレー用のボールは、実在のスポーツ用品メーカーであるミカサの製品という設定になっており、劇中に登場するボールにはミカサのロゴが大きく描かれている。これはミカサが様々な漫画作品との間で行っている正式なコラボレーションの一環によるものである。ミカサからもコミックマーケットでの限定グッズとして、本作に関連したノベルティグッズの配布などを行っている。

## テレビアニメ
2018年7月から9月までAT-X・TOKYO MXほかにて放送された。
製作の発表は『まんがタイムきららフォワード』2017年9月号（2017年7月24日発売）で行われた。 
アニメーション制作を務めるC2Cにとっては、自社単独では初の30分枠の元請制作作品となった。
原作第1巻から第5巻（原作第31話）までの内容が映像化された。基本的には原作のストーリーに沿った内容となっているが、原作では描かれなかった沖縄での生活の描写が追加されたり、一部の登場人物同士が知り合う経緯が変更されたりするなど、細部の内容には差異がある。

### スタッフ
- 原作 - 如意自在（芳文社「まんがタイムきららフォワード」連載）[48]
- 監督 - 窪岡俊之[48]
- シリーズ構成・脚本 - 待田堂子[48]
- キャラクターデザイン - 小田武士[48]
- 助監督 - 髙橋英俊[28]
- サブキャラクター・衣装デザイン - 山田真也[28]
- 特技監督 - 池下博紀、千葉茂[28]
- メインアニメーター - 松尾信之、宝井俊介[28]
- 色彩設計 - 勝田綾太[28]
- 美術設定 - 杉山晋史[28]
- 美術監督 - 一色美緒[28]
- プロップデザイン - 水村良男[28]
- 撮影監督 - 桑良人[28]
- 編集 - 柳圭介[28]
- 画面設計・3Dディレクター - 向純平[28]
- 音響監督 - 藤田亜紀子[28]
- 音楽 - ラスマス・フェイバー[28]
- 音響制作 - HALF H・P STUDIO[28]
- 音楽制作 - KADOKAWA[28]
- 音楽プロデューサー - 若林豪、水鳥智栄子
- プロデューサー - 吉武真太郎、小林宏之、長澤秀尚、磯谷徳知、尾形光広
- アニメーションプロデューサー - 山田良輔、島田洋輔
- アニメーション制作 - C2C[48]
- 製作 - はるかなレシーブ製作委員会（KADOKAWA、芳文社、ドコモ・アニメストア、AT-X、角川メディアハウス）[48]

### 主題歌
「FLY two BLUE」
大空遥（優木かな）、比嘉かなた（宮下早紀）によるオープニングテーマ。作詞・作曲・編曲は西川マコト。
「前を向いて！」
大城あかり（木村千咲）による第7話の特殊オープニングテーマ。作詞・作曲・編曲は西川マコト。
登場人物の大城あかりが、妄想の中で人気アイドルになってライブで歌う曲という体裁で流れる。第8話で空港係員の声を演じた青山吉能がオープニングアニメーションの振付協力としてクレジットされている。
「Wish me luck!!!!」
大空遥（優木かな）、比嘉かなた（宮下早紀）、トーマス・紅愛（種﨑敦美）、トーマス・恵美理（末柄里恵）によるエンディングテーマ。作詞は小坂りゆ、作曲・編曲はNAOKI MAEDA。
「ワクワクシークヮーサー」
大城あかり（木村千咲）による第7話挿入歌。作詞はhotaru、作曲・編曲は杉下トキヤ。登場人物の大城あかりが子役時代に出演したシークヮーサーの清涼飲料水のCM曲という設定の曲。原作でも第14話、第15話（アニメ版第7話）で描写される他に、第29話（アニメ版第12話）などで主要登場人物が着信メロディ（着うた）として使用する描写がある。テレビアニメ版では、原作で描写されていた商品名を連呼するパート以外にも歌詞が追加され、第10話では劇中であかりが応援として歌う場面がある。

### 各話リスト
| 話数 | サブタイトル                             | 絵コンテ                | 演出            | 作画監督 | 総作画監督                 |
| ---- | ---------------------------------------- | ----------------------- | --------------- | --- | -------------------------- |
| #01  | エースなんて必要ないの                   | 窪岡俊之                | 池下博紀        | 山田真也 | 小田武士                   |
| #02  | 私を信じて                               | 窪岡俊之                | 高橋英俊        | 山田真也 中村佑美子 西尾淳之介 二宮奈那子 秋田英人 齋藤温子                                                              | 津幡佳明                   |
| #03  | 昔の自分を取り戻したいって思ってる       | 高橋英俊                | 前屋俊広        | 野上慎也 小林ゆかり | 小田武士                   |
| #04  | 私達にぴったりだと思わない？             | いわもとやすお          | 安齋剛文        | 服部憲知 大沢美奈 前原薫 山田真也                                                                                        | 大沢美奈                   |
| #05  | アンタの心が折れるまで                   | 池下博紀                | 池下博紀        | 松川哲也 齋藤温子 トオル 中西修史                                                                                        | 大沢美奈 松川哲也 小田武士 |
| #06  | 折れないよ、私は                         | 西野武志                | 西野武志        | 山田真也 服部憲知 重松しんいち                                                                                           | 小田武士 大沢美奈          |
| #07  | もう友達でしょ                           | いわもとやすお          | 千葉孝幸 矢花馨 | 坪田慎太郎 小川浩司 水野隆宏 吉田肇 中村基 萩原正人 千葉孝幸 山田真也 齋藤温子 たなべようこ 福永純一 二宮奈那子 服部憲知 | 小田武士 大沢美奈          |
| #08  | 約束守ってみせるから                     | 髙橋英俊                | 髙橋英俊        | たなべようこ 齋藤温子 山崎敦子 山田真也 重松しんいち 服部憲知                                                            | 小田武士 大沢美奈          |
| #09  | これが私の気持ちです                     | どじゃがげん            | 日下直義        | 山田真也 服部憲知 山﨑敦子 重松しんいち 藤田和行 河野絵美 たなべようこ 齋藤温子 大木比呂 藤川良子 南原孝衣子 太田彬彦    | 小田武士 大沢美奈          |
| #10  | アタシが戦いたかったのは                 | 安齋剛文                | 駒屋健一郎      | 山田真也 齋藤温子 吉田巧介 たなべようこ 鈴木幸江 長坂寛治 壽恵理子 大木比呂 太田彬彦                                     | 小田武士 大沢美奈          |
| #11  | ここまできたら真っ向勝負                 | 池下博紀                | 池下博紀        | 山田真也 齋藤温子 服部憲知 重松しんいち 壽恵理子 二宮奈那子 吉田巧介 太田彬彦 中西修史 山田英子                          | 小田武士 大沢美奈          |
| #12  | だから私たちは、かけがえのない一人を選ぶ | 寺東克己 いわもとやすお | 窪岡俊之        | 竹村南 たなべようこ 吉田巧介 重松しんいち 齋藤温子 松川哲也 山田真也 鈴木幸江 松尾信之                                   | 小田武士 大沢美奈          |

### 放送局
| 放送期間                | 放送時間                     | 放送局      | 対象地域 | 備考                                 |
| ----------------------- | ---------------------------- | ----------- | -------- | ------------------------------------ |
| 2018年7月6日 - 9月21日  | 金曜 21:00 - 21:30           | AT-X        | 日本全域 | 製作参加 / CS放送 / リピート放送あり |
| 2018年7月7日 - 9月22日  | 土曜 1:40 - 2:10（金曜深夜） | TOKYO MX    | 東京都   |                                      |
| 2018年7月8日 - 9月23日  | 日曜 1:30 - 2:00（土曜深夜） | サンテレビ  | 兵庫県   |                                      |
|                         | 日曜 2:50 - 3:20（土曜深夜） | テレビ愛知  | 愛知県   |                                      |
|                         | 日曜 3:00 - 3:30（土曜深夜） | BS11        | 日本全域 | BS放送 / 『ANIME+』枠                |
| 2018年7月9日 - 9月24日  | 月曜 2:35 - 3:05（日曜深夜） | TVQ九州放送 | 福岡県   |                                      |
| 2018年7月14日 - 9月22日 | 土曜 1:40 - 2:10（金曜深夜） | KBS京都     | 京都府   | [ 注釈 5 ]                           |
| 2018年7月16日 - 10月1日 | 月曜 1:40 - 2:10（日曜深夜） | 琉球放送    | 沖縄県   | 作品の舞台地                         |

| 配信開始日    | 配信時間           | 配信サイト |
| ------------- | ------------------ | --- |
| 2018年7月6日  | 金曜 23:00 - 23:30 | AbemaTV Abemaアニメチャンネル |
|               | 金曜 23:00 更新    | dアニメストア |
| 2018年7月13日 | 金曜 更新          | Amazonプライム・ビデオ Hulu バンダイチャンネル ひかりTV ビデオパス J:COMオンデマンド U-NEXT アニメ放題 あにてれ ニコニコチャンネル GYAO! |

### BD / DVD
| 巻 | 発売日         | 収録話          | 規格品番   | 規格品番   |
| 巻 | 発売日         | 収録話          | BD         | DVD        |
| -- | -------------- | --------------- | ---------- | ---------- |
| 1  | 2018年9月26日  | 第1話 - 第2話   | ZMXZ-12471 | ZMBZ-12481 |
| 2  | 2018年10月24日 | 第3話 - 第4話   | ZMXZ-12472 | ZMBZ-12482 |
| 3  | 2018年11月28日 | 第5話 - 第6話   | ZMXZ-12473 | ZMBZ-12483 |
| 4  | 2018年12月21日 | 第7話 - 第8話   | ZMXZ-12474 | ZMBZ-12484 |
| 5  | 2019年1月30日  | 第9話 - 第10話  | ZMXZ-12475 | ZMBZ-12485 |
| 6  | 2019年2月27日  | 第11話 - 第12話 | ZMXZ-12476 | ZMBZ-12486 |

### Webラジオ
大空遥役の優木かなと比嘉かなた役の宮下早紀によるWebラジオ『はるかなレシーブ わたしたちは、スタジオの中でペアになった――』が2018年7月12日から10月4日まで音泉にて毎週木曜に配信された。全13回。
　ゲスト
　・第3・11回(2018年7月26日・9月20日) - 種崎敦美 末柄里恵
　・第6回(2018年8月16日) - 鬼頭明里 小池理子
　・第7回(2018年8月23日) - 木村千咲
　・第8回(2018年8月30日 -  島袋美由利 伊藤かな恵

## ゲーム
きららファンタジア
ドリコムによるスマートフォン向けアプリゲーム。
「まんがタイムきららシリーズ」のキャラクターが多数登場し、CMにて本作も参戦することや、複数名のキャラクターが登場する予定であることが告知された。